# 陳曉明 (哲學教授)
陳曉明（1960年9月—），中華人民共和國哲學研究者、教授及作家，江蘇省泰州市人，從事經濟倫理、發展理論、哲學理論研究及當代中國社會現實問題等。其於1983年畢業自南京大學哲學系、獲學士學位，1985年至1988年間畢業自華東師範大學哲學系研究生班，歷任揚州大學廣陵學院副院長、黨委書記及同校商學院教授、江蘇省哲學學會常務理事及副會長等職務。
陳曉明著有《意識形態建設理論的新發展》、《现代领导管理哲学》、《江澤民重要思想研究》、《社会主义意识形态建设理论的新发展》、《意识形态建设理论研究》、《当代中国马克思主义哲学理论问题研究》等著作。